# 鏡周刊 (烏克蘭)
镜周刊（羅馬化：Dzerkalo tyzhnia）是乌克兰最具影响力的分析性周刊之一，成立于1994年。2019年12月27日，它出版了最后一期印刷刊物，之后它作为一个乌克兰的新闻网站继续运作。
截至2006年，其印刷刊物发行量达到57,000份。
镜周刊在32页中提供了政治分析、原始采访和意见。最初以俄语出版，自2002年起，它被完全翻译成了乌克兰版。自2001年起，其主要文章也在网上的英文版本中发表。所有三种语言的版本和存档都可以在网上找到。
该报是无政府的，但按照乌克兰的标准，该报强烈倾向自由主义。它保持着较高的新闻标准。镜报的部分资金来自西方的非政府组织。该报在乌克兰精英中被广泛阅读和高度评价，这在很大程度上解释了其政治影响力。
2011年，该报改变了所有者，并开始以《信息和分析周刊 “镜周刊”》的名子出版。
2019年12月27日，该报出版了最后一期印刷刊物，专栏作者包括前外交部长帕夫洛·克利姆金、寡头维克托·平丘克、康斯坦丁·格里戈里申、记者尤里·布图索夫。